# Менърд (окръг, Тексас)
Окръг Менърд (на английски: Menard County) е окръг в щата Тексас, Съединени американски щати. Площта му е 2336 km², а населението - 2360 души (2000). Административен център е град Менърд.